# 希京
51°46′59″N 24°52′13″E / 51.78306°N 24.87028°E
希京（烏克蘭語：Щитинь），是烏克蘭的村落，位於該國西部沃倫州，由卡明-卡希尔斯基区負責管轄，始建於1811年，面積6.26平方公里，海拔高度149米，2001年人口701，人口密度每平方公里111.95人。